# Хансен, Гус
Густав Хансен (дат. Gustav Hansen; род. 13 февраля 1974, Копенгаген, Дания) — профессиональный игрок в покер. Обладатель четырёх титулов Мирового тура покера, победитель чемпионата Австралии по покеру 2007 года. На турнирах представляет сайт fulltiltpoker.com.

## Карьера
Играть в покер начал в 1997 году. До этого профессионально занимался нардами и теннисом.
Называет себя профессиональным игроком в азартные игры, делает ставки на многие спортивные соревнования.
Известен своим крайне агрессивным стилем игры, благодаря этому, кривая его доходов от покера крайне нестабильна: за один день он мог выиграть $500 тыс., а наследующий — проиграть $750 тыс.
2004 год, журнал People выбрал Хансена, как одного из самых сексуальных ныне живущих мужчин;
На турнирах Мировой серии покера пять раз попадал в призы. 21 сентября 2010 года выиграл первый золотой браслет WSOP на турнире £ 10,000 No Limit Hold’em — High Roller Heads-Up
- В 2003 году победа в турнире WPT Five Diamond World Poker Classic;
- В этом же году победа в турнире WPT L.A. Poker Classic
- В 2004 году выиграл турнир WPT PokerStars Caribbean Adventure
- В 2004 году он получил своё место на Аллее славы покера (Poker Walk of Fame);
- В 2006 Хансен одержал победу во вступительном этапе турнира European Poker Masters;
- В 2007 год, принимая участие в турнире Aussie Million, он выиграл $1,500,000. Вообще, в этом году, принимая участие в live-турнирах, он выиграл $4,700,000.
- В январе 2007 года одержал победу на чемпионате Австралии в казино «Кроун» в Мельбурне.
- Зимой 2009 года Гас Хансен на спор провёл боксёрский поединок против Тео Йогерсена, который в результате проиграл и был вынужден заплатить победителю 35 000$. По условиям сделки, если бы покерист выиграл, то ему досталось бы 25 000$.

На конец 2010 года сумма призовых Хансена на живых турнирах составила более $9 млн.